# Terrot R. Glover

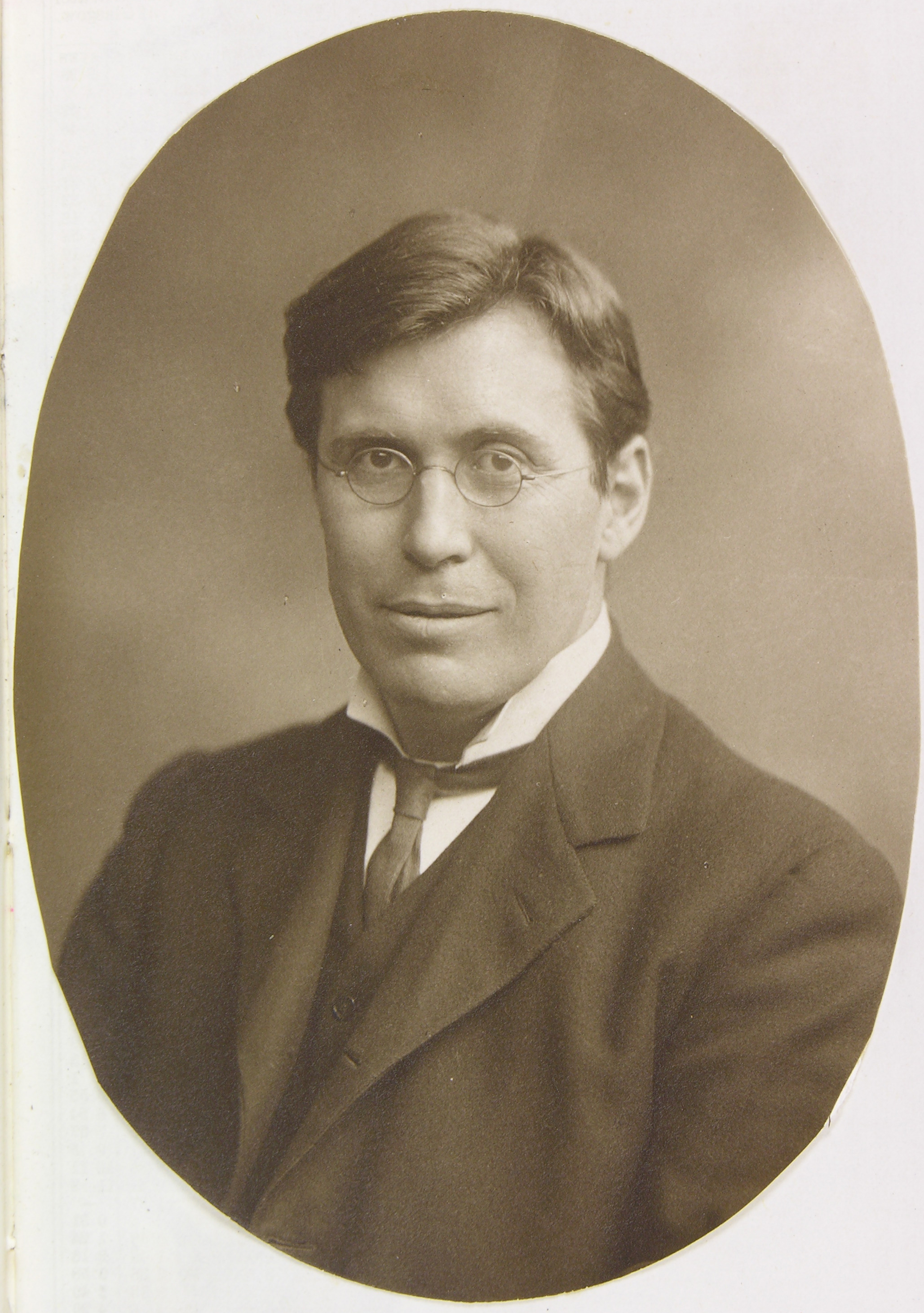
Terrot R. Glover (1909)

Terrot R. Glover (* 23. Juli 1869 in Bristol; † 26. Mai 1943 in Cambridge) war ein britischer Klassischer Philologe.

## Leben
Terrot Reaveley Glover, der Sohn eines Geistlichen schottischer Herkunft, wuchs in Bristol auf und studierte von 1888 bis 1892 an der University of Cambridge. Während seiner anschließenden Zeit als Fellow am St John’s College (1893–1896) erwarb er umfassende Kenntnisse der antiken Kirchenväter, lernte Syrisch und hielt sich zu Forschungszwecken in Berlin auf.
1896 erhielt Glover einen Ruf an die Queen’s University in Kanada, dem er folgte. Er wirkte dort fünf Jahre als Professor of Latin. Im Frühjahr 1901 erhielt er ein Angebot des St John’s College, erneut als Fellow und Classical Lecturer zu arbeiten. Glover sagte unverzüglich zu und kehrte im Mai nach Cambridge zurück, wo er im Herbst seine Lehrtätigkeit aufnahm.
Während des Ersten Weltkriegs diente Glover von September 1915 bis September 1916 beim Christlichen Verein Junger Männer in Indien, wo er geistliche Aspiranten ausbildete.
Im Sommersemester 1919 wurde Glover zum Pro-Proctor des St John’s College ernannt. Im folgenden Semester war er Senior Proctor (bis 1920). Im Januar 1920 wurde er in Nachfolge von John Edwin Sandys zum Public Orator der Universität ernannt. Auch im Ausland war Glover anerkannt. Er erhielt Rufe an die Queen’s University (1916), die McMaster University in Toronto (1918) und die Yale University (1922, 1929), die er alle ablehnte. Er war Ehrendoktor der Queen’s University (LL.D. 1910), der McMaster University (Doctor of Laws 1918) und der University of St Andrews (1921).
In den 20er Jahren unternahm Glover auch mehrere Vortragsreisen in die USA und nach Kanada. Für das Jahr 1923/1924 wurde er als Sather Professor an die University of California, Berkeley eingeladen. 1939 trat er in den Ruhestand.

## Schriften (Auswahl)
- Studies in Virgil. London 1904
- The Jesus of History. New York 1917. Calcutta 1919
- The World of the New Testament. Cambridge 1931
- Greek Byways. New York 1932
- The Ancient World. A Beginning. Cambridge 1935. Nachdruck 1944, 1966, 1979
- The Challenge of Greek and Other Essays. Cambridge 1942